# Лентехский муниципалитет
Лентехский муниципалитет (груз. ლენტეხის მუნიციპალიტეტი lent’exis municipʼalitʼetʼi) — муниципалитет в Грузии, входящий в состав края Рача-Лечхуми и Нижняя Сванетия. Находится на северо-западе Грузии, на территории исторической области Нижняя Сванетия. Административный центр — посёлок городского типа Лентехи.

## История
Квемо-Сванетский район был образован в 1929 году в составе Кутаисского округа, с 1930 года в прямом подчинении Грузинской ССР. В 1951—1953 годах входил в состав Кутаисской области. 29 мая 1953 года переименован в Лентехский район.

## Население
По состоянию на 1 января 2018 года численность населения муниципалитета составила 4231 житель, на 1 января 2014 года — 8,9 тыс. жителей.
Согласно переписи 2002 года население района (муниципалитета) составило 8991 чел. По оценке на 1 января 2008 года — 8,9 тыс. чел.
| Грузины (сваны) | 8942 | 99,46 %  |
| Азербайджанцы   | 21   | 0,23 %   |
| Русские         | 15   | 0,17 %   |
| Абхазы          | 9    | 0,10 %   |
| всего           | 8991 | 100,00 % |

| Грузины (сваны) | 7182 | 99,91 %  |
| Русские         | 12   | 0,05 %   |
| Абхазы          | 1    | 0,02 %   |
| другие          | 1    | 0,02 %   |
| всего           | 4386 | 100,00 % |

## Административное деление
Территория муниципалитета разделена на 8 сакребуло:
- 0 городское (kalakis) сакребуло:
- 1 поселковых (dabis) сакребуло:
- 7 общинных (temis) сакребуло:
- 0 деревенских (soplis) сакребуло:

## Список населённых пунктов
В состав муниципалитета входит 55 населённых пунктов, в том числе 1 посёлок городского типа.
- Лентехи (груз. ლენტეხი)
- Ахалшени (груз. ახალშენი)
- Бабили (груз. ბაბილი)
- Бавари (груз. ბავარი)
- Бениери (груз. ბენიერი)
- Булеши (груз. ბულეში)
- Гвимбрала (груз. გვიმბრალა)
- Гоби (груз. ღობი)
- Гулида (груз. გულიდა)
- Дураши (груз. დურაში)
- Зесхо (груз. ზესხო)
- Жахундери (груз. ჟახუნდერი)
- Кариши (груз. ყარიში)
- Кахура (груз. კახურა)
- Кведреши (груз. ყვედრეში)
- Лагарваши (груз. ლაღარვაში)
- Ламанашури (груз. ლამანაშური)
- Лампалаши (груз. ლამფალაში)
- Ласкадура (груз. ლასკადურა)
- Лашхараши (груз. ლაშხარაში)
- Лекосанди (груз. ლეკოსანდი)
- Лексура (груз. ლექსურა)
- Лемзагори (груз. ლემზაგორი)
- Лесема (груз. ლესემა)
- Леушери (груз. ლეუშერი)
- Луджи (груз. ლუჯი)
- Мазаши (груз. მაზაში)
- Мами (груз. მამი)
- Мананаури (груз. მანანაური)
- Маргвиши (груз. მარგვიში)
- Мацхварламезури (груз. მაცხვარლამეზური)
- Махаши (груз. მახაში)
- Мебеци (груз. მებეცი)
- Меле (груз. მელე)
- Мелура (груз. მელურა)
- Муцди (груз. მუწდი)
- Нагомари (груз. ნაღომარი)
- Нанари (груз. ნანარი)
- Нацули (груз. ნაცული)
- Паки (груз. ფაყი)
- Панага (груз. ფანაგა)
- Рцхмелури (груз. რცხმელური)
- Сакдари (груз. საყდარი)
- Сасаши (груз. სასაში)
- Твиби (груз. ტვიბი)
- Текали (груз. თეკალი)
- Хачеши (груз. ხაჩეში)
- Хеледи (груз. ხელედი)
- Хериа (груз. ხერია)
- Хопури (груз. ხოფური)
- Цанаши (груз. წანაში)
- Циплакакиа (груз. წიფლაკაკია)
- Чвелиери (груз. ჭველიერი)
- Чвелпи (груз. ჭველფი)
- Чихареши (груз. ჩიხარეში)
- Чукули (груз. ჩუკული)
- Шкеди (груз. შკედი)